# الدقة الشخصية
في علم النفس، تشير الدقة الشخصية (IPA) إلى قدرة الفرد على تقديم استنتاجات صحيحة حول الحالات الداخلية للآخرين، أو السمات، أو السمات الشخصية الأخرى. على سبيل المثال، يُظهر الشخص القادر على التعرف بشكل صحيح على المشاعر أو الدوافع أو الأفكار لدى الآخرين دقة التعامل مع الآخرين. تعد الدقة الشخصية مهارة مهمة في الحياة اليومية وترتبط بالعديد من نتائج التفاعل الاجتماعي الإيجابية.

## تعريف
استُخدمت مصطلحات مختلفة في الأدبيات في الماضي (على سبيل المثال، الحساسية الشخصية، دقة التعاطف، قراءة العقل، ودقة الحكم، لوصف القدرة على تقديم استنتاجات صحيحة عن الآخرين. أيضًا، القدرة على التعرف على المشاعر أو القدرة على إدراك المشاعر هي جزء من الدقة الشخصية. لكن الدقة الشخصية أوسع بكثير من مجرد تقييم مشاعر الآخرين بشكل صحيح. تشمل الدقة الشخصية التقييم الدقيق لسمات الآخرين (على سبيل المثال، الشخصية أو الذكاء أو التوجه الجنسي) والحالات (على سبيل المثال، الأفكار أو العواطف أو الدوافع) وتقييم دقيق للعلاقات الشخصية (على سبيل المثال، مستوى العلاقة الحميمة بين شخصين أو الوضع الهرمي بين شخصين أو أكثر) بالإضافة إلى خصائص المجموعة الاجتماعية (على سبيل المثال، الدين أو التوجه السياسي أو علم النفس المرضي).
تعتبر الارتباطات بين مجالات الدقة الشخصية المختلفة إيجابية ولكنها متواضعة، مما يشير إلى أن الدقة الشخصية عبارة عن بنية متعددة الأوجه وغير متجانسة. في بعض المجالات، لا سيما الحكم على الشخصية، يقيس الباحثون الإشارات السلوكية والمظهرية لفهم كيفية تحقيق الدقة ولتحديد الإشارات التي قد يفوتها المدركون أو يستخدمونها بشكل غير لائق. في بعض الأحيان، يتم إدراج المعلومات الدقيقة عن الآخرين (على سبيل المثال، سلوكهم غير اللفظي أو مظهرهم)، والتي تسمى دقة الاسترجاع، وتذكر السلوك غير اللفظي (الدقة الذاتية غير اللفظية) تحت عنوان الدقة الشخصية. في مجال الإدراك الاجتماعي، يُنظر إلى الدقة الشخصية في الغالب على أنها مهارة لأنها تزداد أثناء الطفولة والمراهقة، وتستمر في التغيير عبر مرحلة البلوغ، ويمكن تدريبها. عند حساب المتوسط بين الأشخاص، يمكن إجراء مقارنات جماعية (على سبيل المثال، الاختلافات بين الجنسين أو المقارنات الثقافية).

## الدقة الشخصية ونتائج التفاعل الاجتماعي
أظهرت الأبحاث أن الأشخاص الذين يتمتعون بدرجة عالية من الدقة الشخصية يميلون إلى امتلاك سمات شخصية مرغوبة اجتماعيًا (على سبيل المثال، التعاطف أو الانبساط أو التسامح) وعدد أقل من سمات الشخصية غير المرغوب فيها اجتماعيًا (على سبيل المثال، العصابية أو الخجل) وبشكل عام أكثر صحة نفسيا. بالإضافة إلى ذلك، يُنظر إلى الأشخاص الذين يظهرون الدقة الشخصية على أنهم أكثر تعاونًا وأكثر حبًا. لذلك، يبدو الأشخاص الذين يتمتعون بدرجة عالية من الدقة الشخصية أفضل استعدادًا للتفاعلات الاجتماعية من أولئك الذين لديهم انخفاض في الدقة الشخصية. في الواقع، يرتبط الدقة الشخصية بنتائج إيجابية في سياقات مختلفة مثل الإعدادات السريرية (على سبيل المثال، الأطباء الذين هم أعلى في الدقة الشخصية لديهم مرضى أكثر رضا)، والتعليم (على سبيل المثال، ترتبط الدقة الشخصية بنتائج التعلم الإيجابية على كل من المعلم والمتعلم)، أو مكان العمل (على سبيل المثال، ترتبط الدقة الشخصية بشكل إيجابي بأداء العمل) - السياقات التي تكون فيها التفاعلات الاجتماعية منتشرة في كل مكان.
لم يتم فهم أصول الدقة الشخصية جيدًا، حيث تم إجراء القليل من الأبحاث المستقبلية ومعظم الأدلة مرتبطة (أي استنادًا إلى بيانات مقطعية). تشير الأبحاث إلى أن الخبرات التكوينية بما في ذلك البيئة الأسرية والتعلق يمكن أن تلعب دورًا. على سبيل المثال، الأبوة والأمومة المختلة مرتبطة بالأطفال الذين لديهم الدقة الشخصية أعلى. تلعب العوامل التحفيزية، سواء على المدى القصير أو الطويل، بالإضافة إلى متطلبات العمل والحياة الاجتماعية المختلفة دورًا أيضًا. على الرغم من أن الدقة الشخصية تُظهر ارتباطات متواضعة مع الذكاء المعرفي، إلا أنها ليست مجرد نتاج ذكاء إجمالي أعلى.